# Antica chiesa di San Nidan
La chiesa di San Nidan è un'antica chiesa medievale nella comunità di Llanidan, nel comune di Anglesey, Galles del nord, nei pressi dello Stretto di Menai.
La prima chiesa sul posto fu fondata nel VII secolo da San Nidan, il padre confessore del monastero di Penmon, Anglesey, ma la parte più antica della struttura, che è attualmente chiusa ed è in parte diroccata, risale XIV secolo. Nel 1500 circa la chiesa venne ingrandita con l'aggiunta della seconda navata sul lato nord, separata dalla prima navata da un portico di sei arcate.  Tra il 1839 e il 1843 una nuova chiesa fu costruita vicina al servizio della comunità locale, in parte a causa del costo della riparazione della vecchia chiesa. Gran parte dell'edificio è stato successivamente demolita, lasciando solo una parte della parte occidentale e l'arcata centrale.  La decisione è stata condannata a suo tempo da Harry Longueville Jones, un sacerdote e antiquario, che si lamentava del " destino malinconico " di quello che ha definito "uno dei più grandi e importanti chiese nell'isola di Anglesey ".  Altri commenti di apprezzamento sono state fatte circa la chiesa sia prima che dopo la sua parziale demolizione.
Dopo che la nuova Chiesa venne aperta, la vecchia chiesa venne usata come cappella per i funerali per un periodo. È stato restaurato dai proprietari delle case adiacenti, Plas Llanidan, e talvolta viene aperta al pubblico. Le parti restanti della chiesa sono un edificio dell'elenco di Grado II, una designazione nazionale dato a " edifici particolarmente importanti di particolare interesse ", in particolare perché St Nidan è considerato come " un buon esempio di una chiesa rurale medievale , arricchito da aggiunte del XV secolo ".
Nel XII secolo, Giraldus Cambrensis disse che la chiesa possedeva una pietra curiosa a forma di coscia, si diceva che la pietra sarebbe tornata sempre nella chiesa il giorno dopo che venisse spostata non importa quanto fosse lontano. Un conte normanno, racconta di averla incatenata ad un grosso masso per poi gettarla in mare ma il giorno seguente era di nuovo nella chiesa. Una cassa di arenaria contenente frammenti di ossa, forse reliquie di un santo, è stato trovato sepolto sotto l'altare. La reliquia e il fonte battesimale furono spostati nella nuova chiesa.

## Storia e posizione

### Fondazione e costruzione
La chiesa di San Nidan a sud di Anglesey, Galles, vicino al villaggio di Brynsiencyn.  Si trova a circa un quarto di miglio (400 m) dallo Stretto di Menai, che divide la penisola del Galles dall'isola di Anglesey. L'autore di una guida del 2009 sugli edifici del nord ovest del Galles narra che una chiesa venne costruita in quel posto nel 616. San Nidan, che fondò la chiesa faceva parte del monastero di San Seiriol di Penmon, sulla punta orientale di Anglesey, ed era il padre confessore del monastero. La zona prende il nome dalla chiesa: il parola llan in origine significava " recinto" e poi "chiesa" , e " -idan " è una forma modificata del nome del santo.
La chiesa e la canonica sono menzionati in un documento del 1360 come proprietà del convento di Beddgelert, Gwynedd; documenti precedenti sono stati persi e quindi la data di acquisizione del priorato è sconosciuto. Di conseguenza, scrive lo storico Antony Carr, la ragione per la "comunità lontana" degli agostiniani di Beddgelert che li fece acquistare Llanidan e altre tre chiese a Anglesey non è nota.  Carr fa notare che il priorato controllava altre due chiese dall'altra parte dello Stretto di Menai di Llanidan. La proprietà della chiesa passò a Enrico VIII con l'abolizione dei monasteri nel 1535. Il suo successore, Elisabetta I, concesse il diritto di scegliere il parroco e i territori circostanti la chiesa di San Nidan, includendo il palazzo chiamato Plas Llanidan, a Edward Downam e Peter Ashton; Da allora in poi, nei secoli successivi, il diritto e la terra passò alla famiglia Boston.
La parte rimanente della navata sud, la parte più antica della struttura attuale, risale al medioevo; la porta nord e i trafori (modelli di pietra nelle finestre) sono del XIV secolo. Nel 1500 circa, la chiesa venne ampliata con l'aggiunta di un portico a sud e una seconda navata a nord. Un porticato (fila di archi) fu costruita tra le due navate. L'ampliamento con l'aggiunta di una seconda navata non era così comune ad Anglesey, come altrove in Galles. Llanidan è uno dei tre esempi sull'isola; Gli altri sono St Beuno's, Aberffraw e St Cwyfan's, Llangwyfan). Non è certo il perché la chiesa di San Nidan fu ampliata, per l'aumento dei fedeli o per la generosità di un benefattore.